# 소림

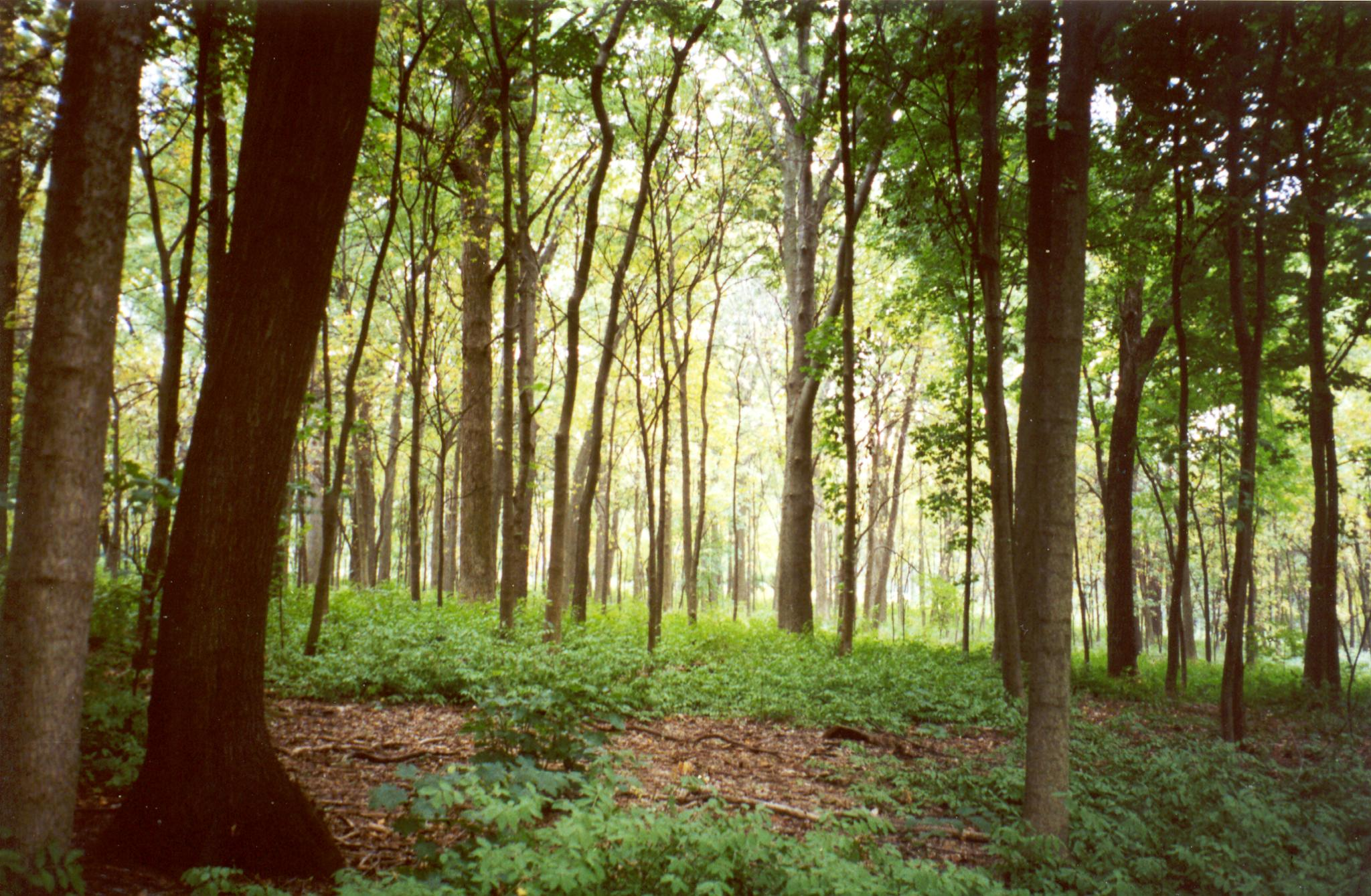

소림(疎林, woodland)은 나무의 가지 및 잎의 밀도가 낮은(울폐도 50 이하) 숲이다. 삼림에서는 바닥에 나무 때문에 그림자가 지는데, 소림은 태양광이 나무 사이를 지나 지상까지 내려온다.

## 같이 보기
- 생물권
- 개벌
- 탈산림화
- 수목학
- 산림측정학
- 천이 (생물학)
- 자연 환경
- 임학